# Съкровище от Хотница
Съкровището от Хотница се състои от 44 златни предмета, датирани към каменно-медната епоха. Открито е при проучването на едноименната селищна могила през 1956 и 1957 г.
През 1956 и 1957, тогавашният Окръжен народен музей Велико Търново провежда археологически разкопки на селищната могила до с. Хотница, под ръководството на археолога Никола Ангелов. В рамките на проучването са открити шест сгради, датирани към края на каменно-медната епоха. Селището е загинало при пожар, като в едно от жилищата са открити останки от 5 силно обгорели човешки скелета, единият от които има медна брадва до главата си. Особен интерес представлява сграда №4, която е с почти квадратна форма, по което се различава от всички останали в селището, които са правоъгълни, и се намира самия център на могилата. Входът ѝ е от юг, а постройката е разделена на две помещения, като северното е по-голямото от двете. В сградата отсъстват характерни за жилищата от тази епоха съоръжения като огнище, хромел (ръчна мелница от два камъка), както и битова керамика. По част от останките от външната страна на стените се откриват следи от оцветяване с червена боя. Всичко това навежда проучвателя на мисълта че, сградата не е била предназначена за обитаване и най-вероятно е имала култово предназначение.
Непосредствено до северната стена на северното помещение на гореспоменатата сграда №4 на купчина са открити 44 златни предмета: 4 кръгли конвексни пластини с голямо отверствие в средата и малки дупки, предназначени за закачане, 39 златни халки и една спирала. Общотото тегло на съкровището е 312 г. Химическият състав на метала е 92% злато и 7,5% сребро. Чистотата на златото 21-22 е карата, което отговаря приблизително на състава на златоносните пясъци в България.
Кръглите пластини с отвори, известни още като идоли, са с приблизително еднаква дебелина (0,5 мм), което вероятно означава, че са изработени от един златен лист. Те имат излъскана лицева повърхност и матирана вътрешна.
Златните халки формират три групи, спрямо дължината си, което говори за форма на стандартизация. Те са с дължини съответно: I – от 7,7 до 9,1 см (14 бр.); II – от 11,6 до 13,6 см (11 бр.); III – от 14 до 16 см (15 бр.), като дебелината им е между 1,5 и 2 мм. Част от халките са открити скачени една за друга по две и по четири.
Златната спирала е най-тежкият предмет от групата (44 г.). Тя е завита два и половина пъти, дебелината на тела е 3,5 мм.
През 2000 г. разкопките на селищната могила са подновени под ръководството на археолога Стефан Чохаджиев. През следващите няколко сезона се откриват още 5 златни предмета: 3 кръгли идола, сходни с откритите от Ангелов и тези от варненския халколитен некропол, и две спирали. Втората от тях, датирана към началните етапи на късния халколит, може да се смята за един от най-ранните златни предмети в световен мащаб.

## Цитирана литература
- Ангелов, Н. 1958 – Селищна могила при с. Хотница. в: Изследвания в чест на акад. Д. Дечев по случай 80-годишнината му. 389-402 София.
- Ангелов Н. 1959 – Златното съкровище от Хотница. – Археология, I, 1-2, 38-46.
- Чохаджиев, Ст. 2010 – Златото от Хотница в контекста на халколитното злато от Югоизточна Европа. във: ВТУ „Св. св. Кирил и Методий“ и българската археология т.1

## Външни източници
- Златото от Хотница